# Cuminum
Cuminum es un género de plantas herbáceas perteneciente a la familia Apiaceae. Comprende 18 especies descritas y de estas, solo 4 aceptadas.

## Descripción
Son hierbas anuales. Tallos erectos, sin restos fibrosos en la base. Hojas de 2 ternatisectas a 2 pinnatisectas, alternas; hojas basales pecioladas, las caulinares casi sentadas. Umbelas compuestas. Brácteas 2-7, indivisas o tripartidas. Bractéolas 2-4. Cáliz con dientes generalmente desiguales. Pétalos emarginados, los externos de las flores marginales mayores, blancos o rosados. Estilopodio cónico; estilos muy cortos, erectos. Frutos ovoideos, comprimidos lateralmente, glabros; mericarpos de sección semielíptica, con las costillas primarias netas, sin costillas secundarias; vitas valeculares solitarias y 2 en la cara comisural. Semillas con endosperma cóncavo o ± plano en la cara comisural.

## Taxonomía
El género fue descrito por Carlos Linneo y publicado en Species Plantarum 1: 254. 1753. La especie tipo es: Cuminum cyminum L.

## Especies
A continuación se brinda un listado de las especies del género Cuminum aceptadas hasta septiembre de 2012, ordenadas alfabéticamente. Para cada una se indica el nombre binomial seguido del autor, abreviado según las convenciones y usos.
- Cuminum borszczowii (Regel & Schmalh.) Koso-Pol.
- Cuminum cyminum L.
- Cuminum setifolium (Boiss.) Koso-Pol.
- Cuminum sudanense H.Wolff